# Азолова подія

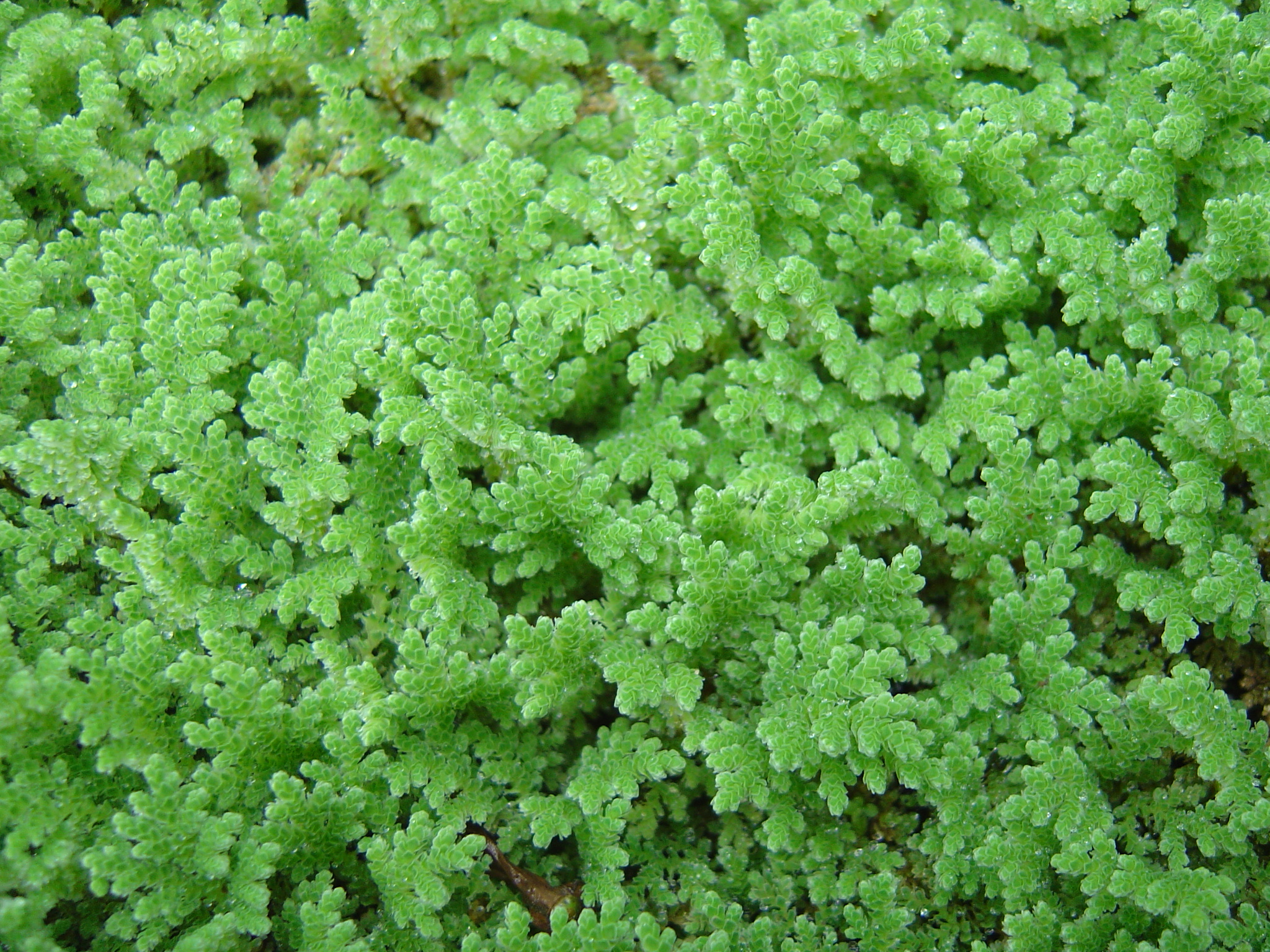
Сучасна папороть Azolla filiculoides. Розквіт спорідненого виду, можливо, трансформувало клімат Землі в нинішній вигляд.

Азолова подія або Азоловий інцидент — гіпотетичний сценарій, який міг відбутися в епоху середнього еоцену  близько 49 мільйонів років тому, коли у Північному Льодовитому океані відбулося цвітіння прісноводної папороті Azolla. Протягом приблизно 800 000 років їх рештки відкладалися на дні; припускається, що завдяки їм зниження вуглекислого газу допомогло перетворити планету зі стану «парникової Землі», достатньо гарячої, щоб черепахи та пальми процвітали на полюсах, до нинішнього клімату Землі, відомого як пізній кайнозойський льодовиковий період.

## Геологічні свідчення події

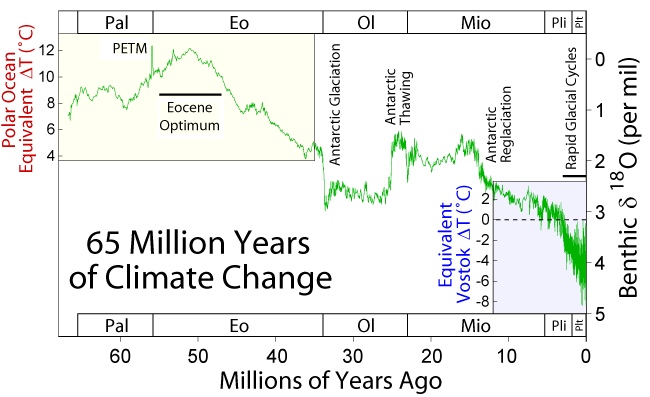
Графік температури – за останні 65 мільйонів років. Азоловий інцидент знаменує собою кінець еоценового оптимуму і початок довгострокового зниження глобальних температур.

В осадових шарах по всьому Арктичного басейну осади досягають щонайменше 8 м завтовшки. Цей блок складається з шарів, що чергуються; кремнієві уламкові шари, що являють собою фонове осадження планктонних організмів, звичайних для морських відкладень, перемикаються шарами міліметрової товщини, що містять скам'янілі відкладення Azolla. Палінологічні дослідження і калібрування за допомогою геомагнітного реверсивного запису з високою роздільною здатністю дозволяють оцінити тривалість події в 800 000 років. Подія точно збігається з катастрофічним зниженням рівня вуглекислого газу, який впав з 3500 ppm на початку еоцену до 650 ppm під час цієї події.

## Азола
Азолу вважають «суперрослиною», оскільки вона може споживати до тонни азоту на акр на рік  (0,25 кг/м2/рік); це відповідає 6 тонн на акр поглинання вуглецю (1,5 кг/м 2/рік). Її здатність використовувати атмосферний азот для зростання означає, що єдиною перешкодою зростання зазвичай є доступність фосфору: вуглець, азот і сірка є трьома ключовими елементами білків, а фосфор необхідний для ДНК, РНК та енергетичного обміну. Рослина може розвиватися з великою швидкістю в сприятливих умовах – помірна теплота і 20 годин сонячного світла, обидва з яких були на полюсах протягом раннього еоцену – і можуть подвоїти свою біомасу протягом двох-трьох днів у такому кліматі. Така швидкість росту заштовхує нижні рослини під воду глибоко від сонячного світла, де відбувається загибель і біосеквестрація вуглецю.

## Умови, що спонукають до події
Протягом раннього еоцену континентальна конфігурація була такою, що Північне Льодовите море було майже повністю відрізане від широких океанів. Це означало, що змішування, яке сьогодні забезпечується глибоководними течіями, такими як Гольфстрім, не відбувалося, що призвело до розшаровування товщі води, що нагадує сьогоднішнє Чорне море. Високі температури та вітри призвели до високого випаровування, збільшення щільності океану і — через збільшення кількості опадів  — високого стоку з річок, які живили басейн. Ця прісна вода низької щільності утворила нефелоїдний шар, що плаває на поверхні щільного моря. Навіть кількох сантиметрів прісної води було б достатньо для колонізації Азолою; крім того, ця річкова вода була багата мінералами, такими як фосфор, який вона накопичувала б із бруду та гірських порід, з якими вона взаємодіяла, перетинаючи континенти. Відомо, що для подальшого розвитку рослини концентрації вуглецю (у вигляді вуглекислого газу) в атмосфері в цей час були високою.
Щоб постійно витягувати CO2 і викликати зміну клімату, вуглець повинен бути секвестрований рослинами, а залишки стануть недоступними для організмів, що розкладають їх. Безкисневе дно Арктичного басейну, що є результатом стратифікованої товщі води, дозволило саме це: безкисневе середовище пригнічує діяльність організмів, що розкладаються, і дозволяє рослинам не розкладатися, поки їх не поховає осад.

## Глобальні ефекти
З 800 тис. років зростання Azolla на площі у 4 000 000 кв. км, навіть за дуже консервативними оцінками, може пояснити падіння рівня CO2 у той період на 80%.  Інші фактори майже напевно зіграли свою роль. Це падіння ініціювало перехід від землі парникової до теперішнього клімату. Арктика охолола від середньої температури поверхні моря 13 °C до сьогоднішнього −9 °C, і решта земної кулі зазнала подібних змін. Можливо, вперше у своїй історії  планета мала льодовикові шапки на обох полюсах. Геологічно швидке зниження температури між 49 і 47 мільйонів років тому очевидне, дропстоуни (які вважаються доказом наявності льодовиків) поширені в арктичних відкладеннях після цього.

## Альтернативні пояснення
Хоча зелений Північний Льодовитий океан з верхнім шаром прісної води є життєздатною робочою моделлю, скептично налаштовані вчені відзначають, що колонії Azolla в дельтах річок або прісноводних лагунах могли зноситися в Північний Льодовитий океан сильними течіями. При такому поясненні верхній океанічний шар прісної води не потрібен.

## Економічні міркування
Значна частина поточного інтересу до розвідки нафти в арктичних регіонах спрямована на родовища Азоли. Поховання великої кількості органічного матеріалу є джерелом нафти та газу. Створено дослідницьку групу  в Нідерландах, присвячену Азолі.